# Biserica reformată din Sânpetru de Câmpie

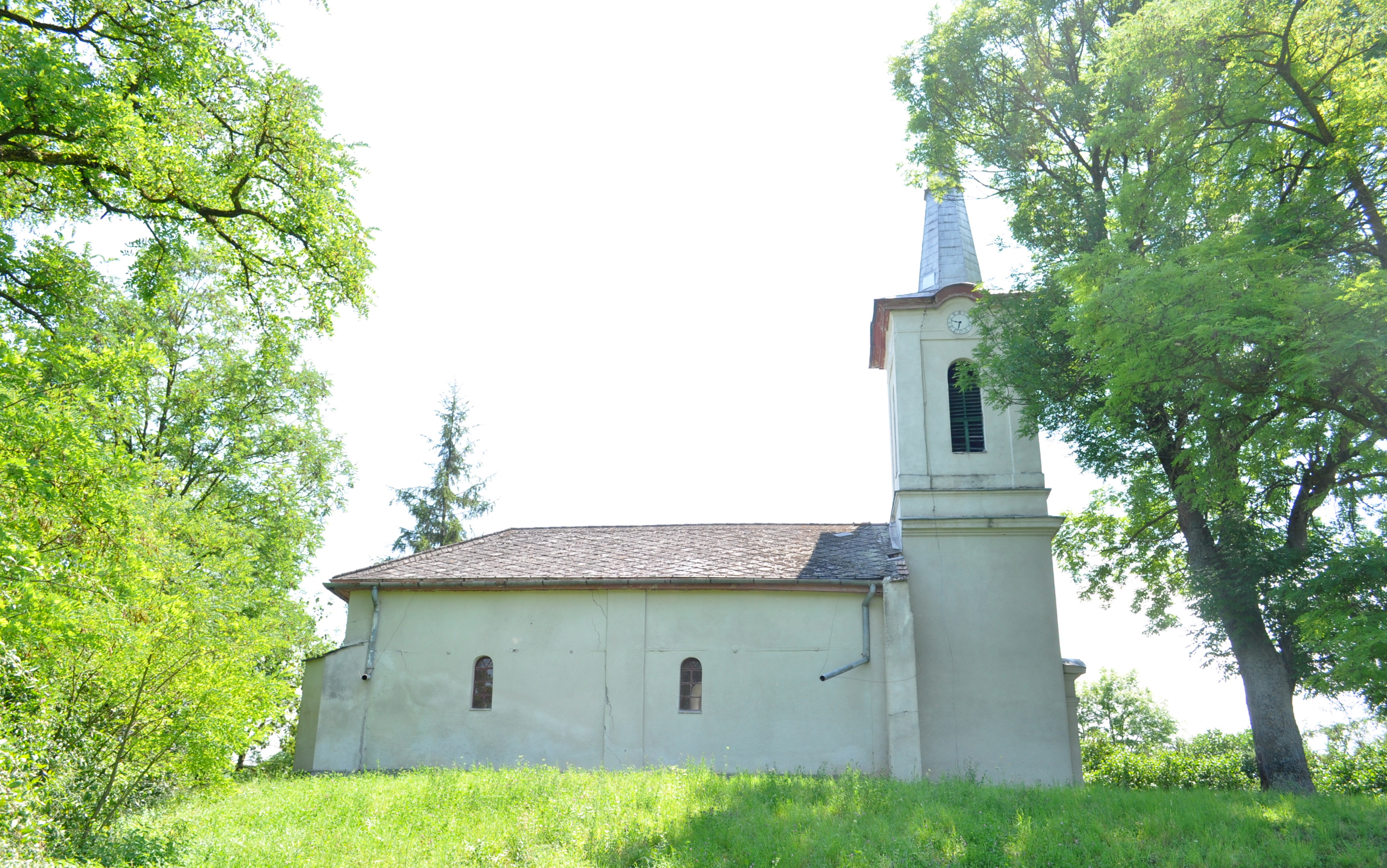
Biserica reformată din Sânpetru de Câmpie, comuna Sânpetru de Câmpie, județul Mureș, foto: iulie, 2011.

Biserica reformată din Sânpetru de Câmpie, comuna Sânpetru de Câmpie, județul Mureș, datează din secolul XIV. Biserica se află pe noua listă a monumentelor istorice sub codul LMI: cod LMI MS-II-m-A-15799. 

## Istoric
Biserica cu hramul Sfântul Petru este atestată documentar în evidențele Episcopiei Catolice de Alba Iulia din anul 1303.

## Imagini

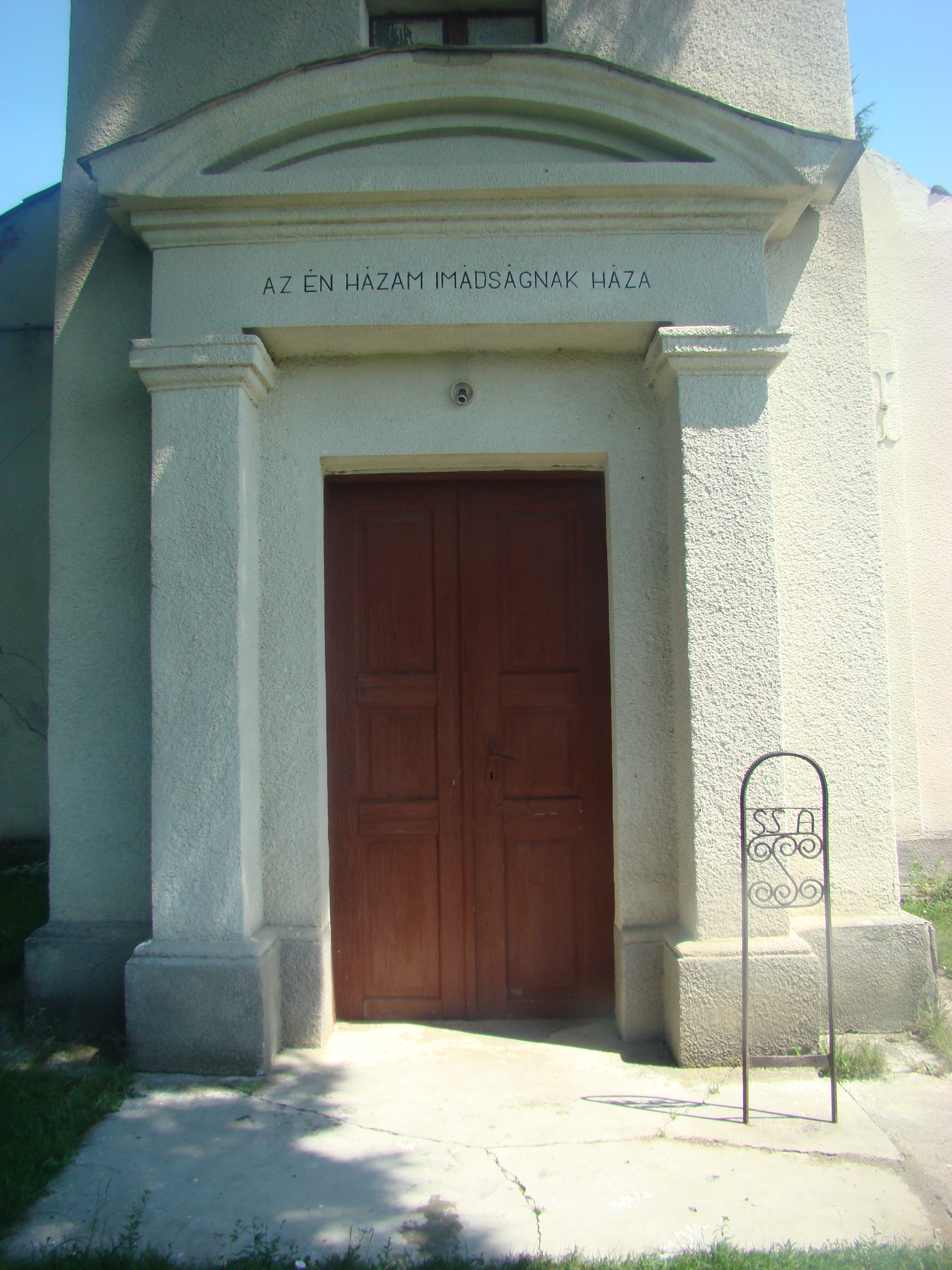
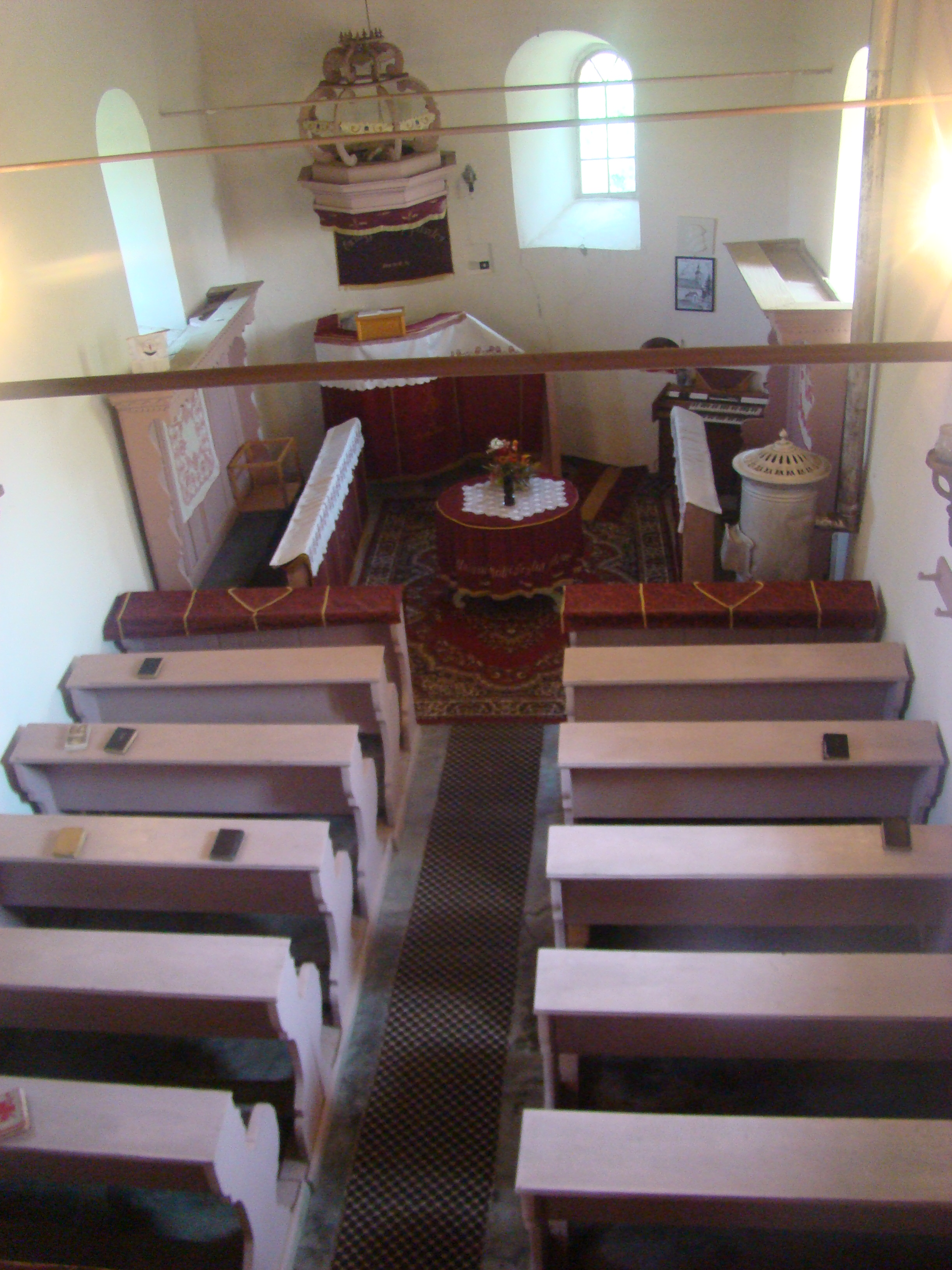
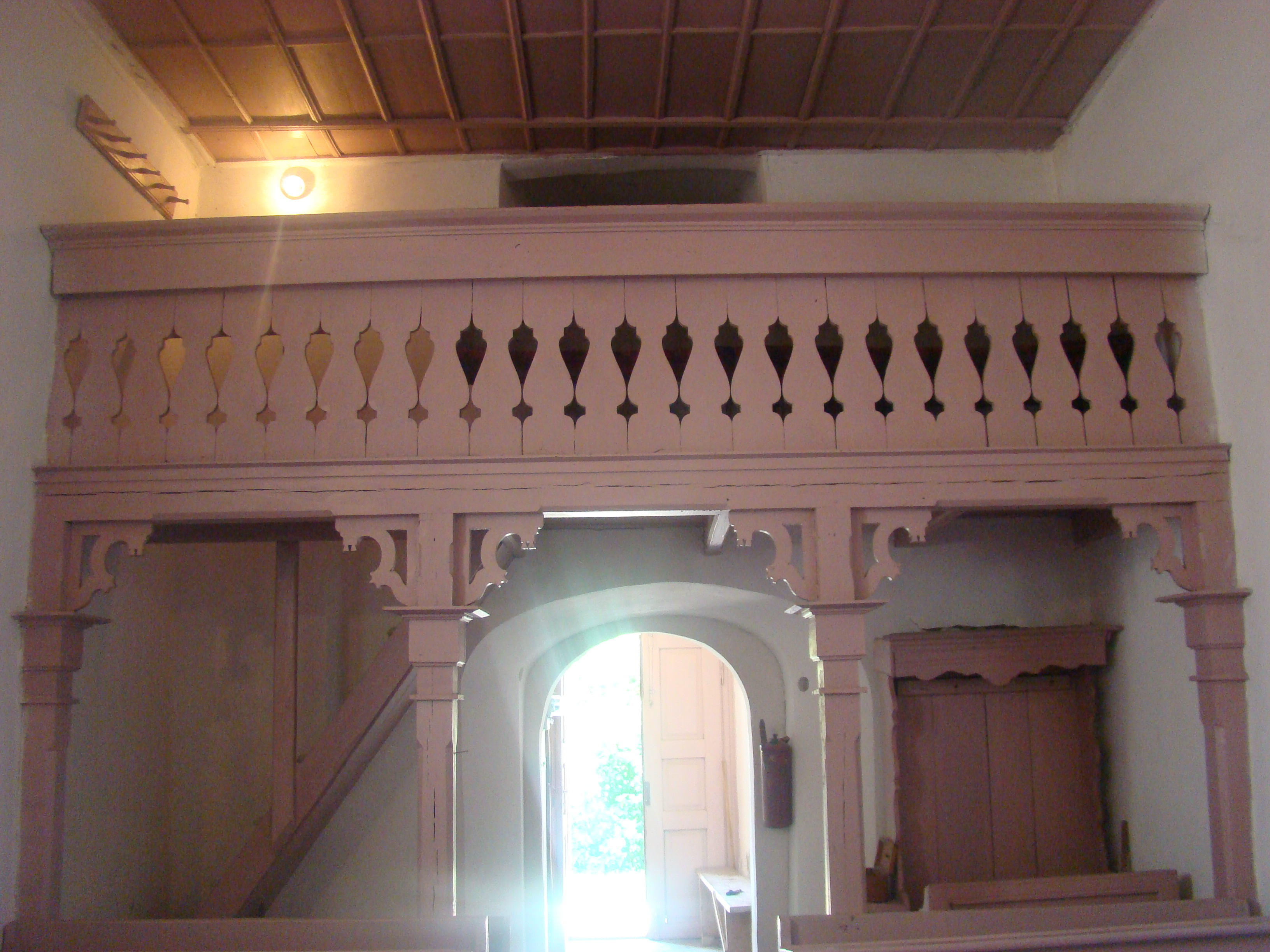
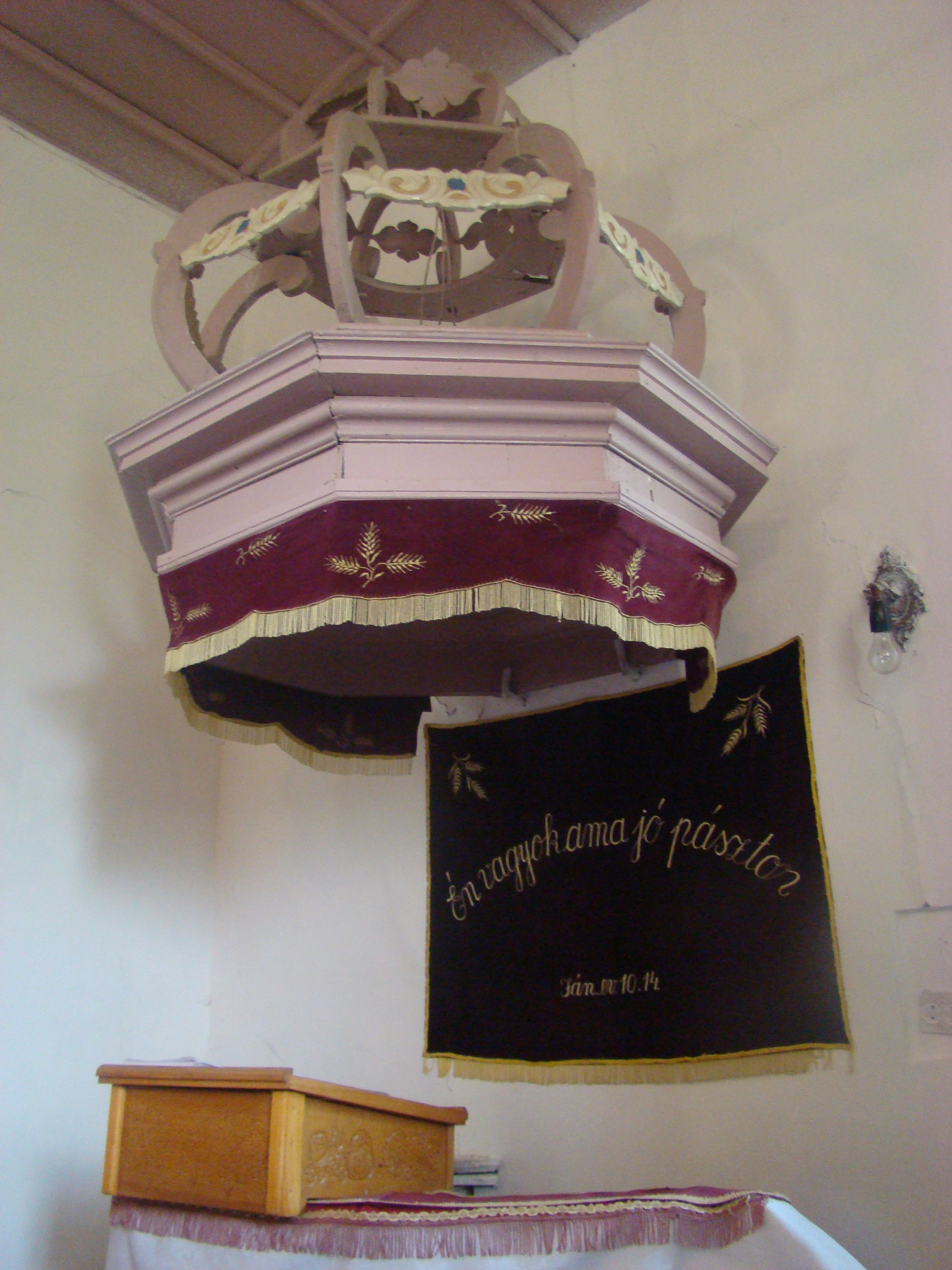
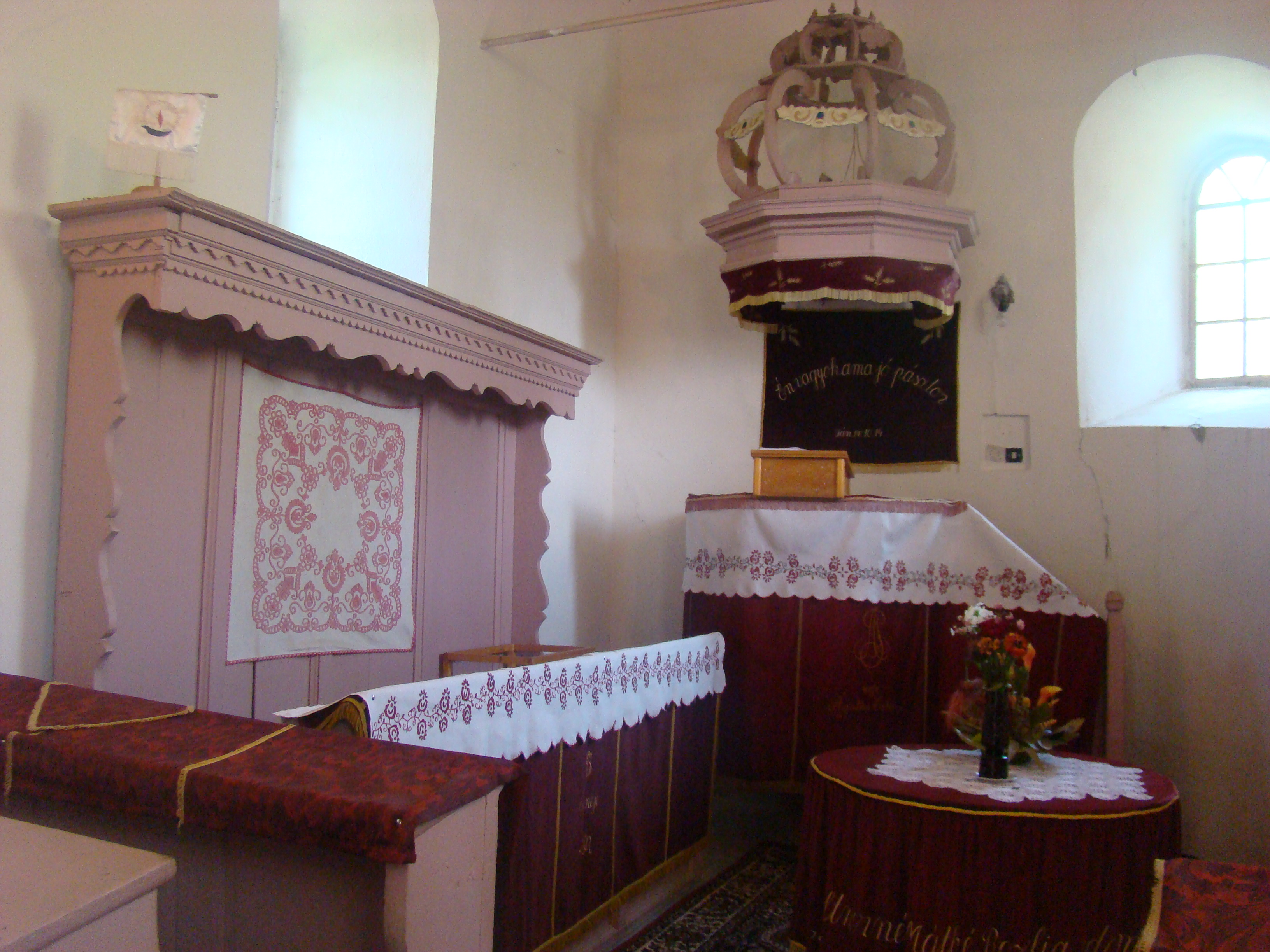
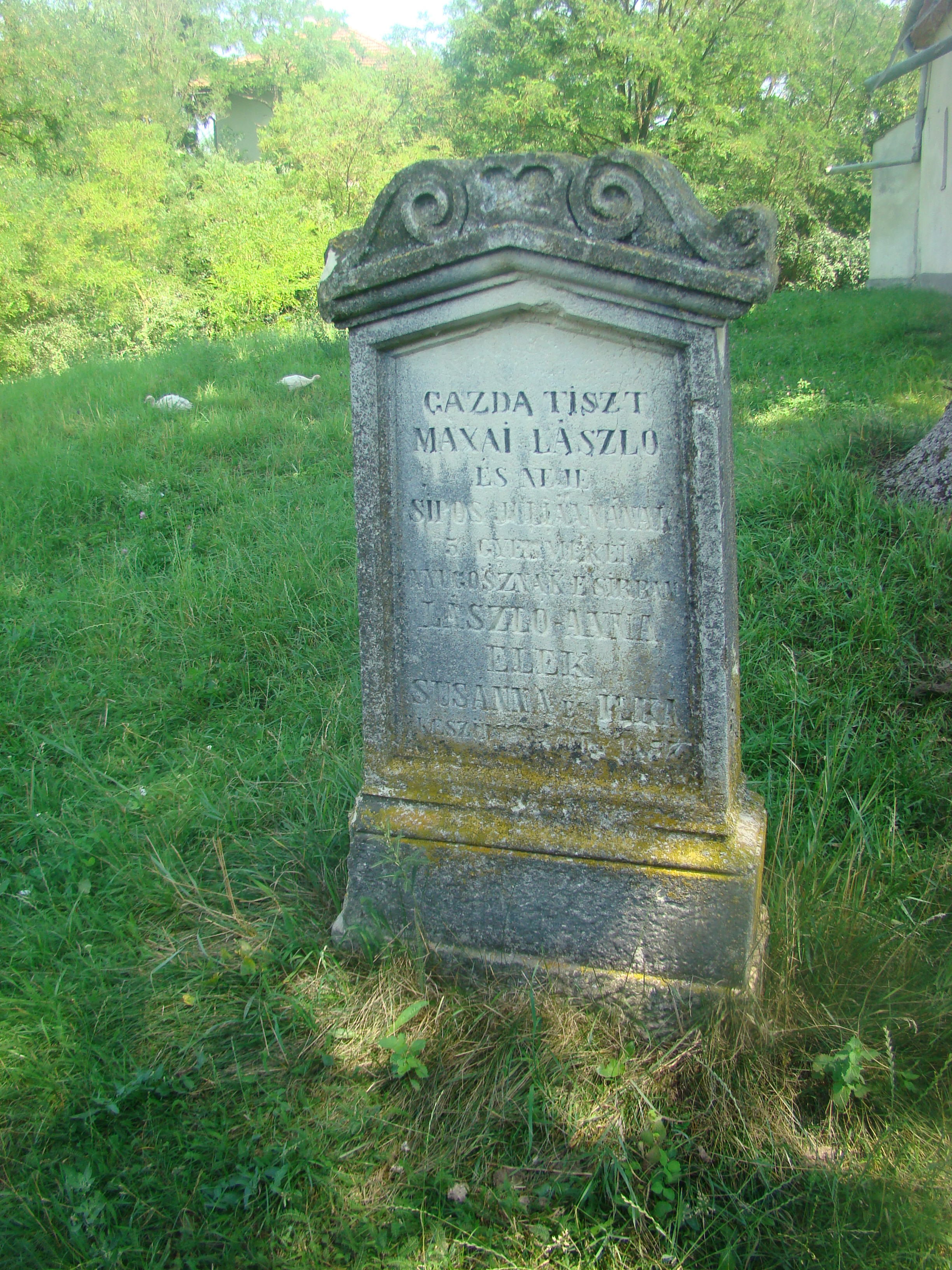
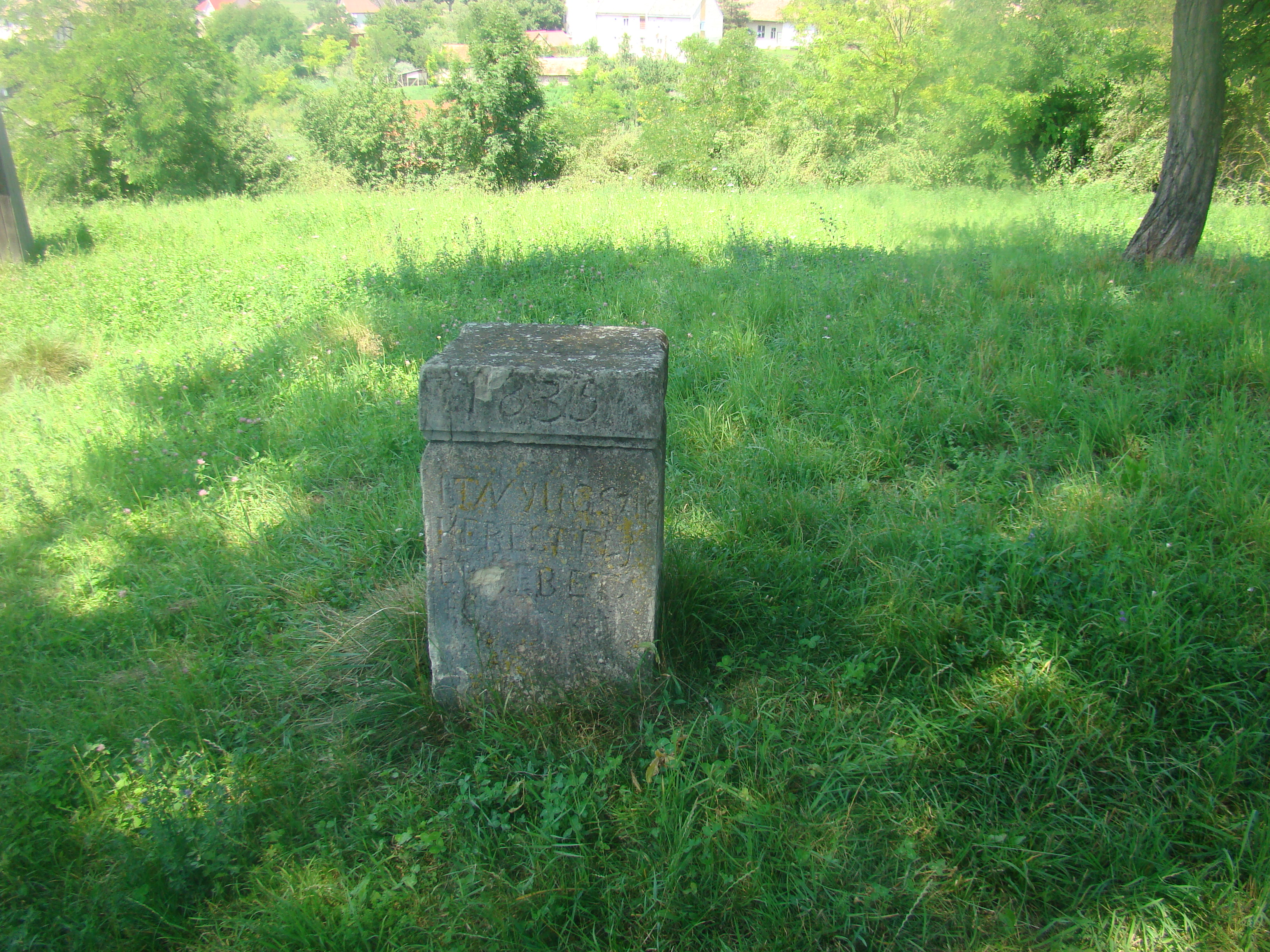